# Austrochaperina basipalmata
Austrochaperina basipalmata es una especie  de anfibios de la familia Microhylidae.

## Distribución geográfica
Se encuentra en Papúa Nueva Guinea